# Midtown Madness 2
Midtown Madness 2 är ett bilspel utvecklat av Microsoft Game Studios och Angel Studios (som nu heter Rockstar San Diego). Spelet släpptes den 21 september 2000 på den amerikanska marknaden och den 6 oktober 2000 i Europa. Midtown Madness 2 är inte lika realistisk simulator som vissa rallyspel, utan mer som ett arkadspel som bygger på känsla och spelglädje. Man kan köra omkring helt fritt i städerna London och San Francisco, och det finns många olika bilmodeller att välja bland. Förutom att köra runt fritt i cruiseläge finns det olika spellägen som till exempel circuit race där man tävlar mot andra på en viss bana, det finns även spellägen som checkpoint race, blitz race och Crash Course i London och i San Francisco.
När man kör i London låser man upp:
- Midterm 1: Paint Job till VW New Beetle RSi som heter Team MS
- Midterm 2: Paint Job till London Cab som heter Bathtub Floral
- Midterm 3: Paint Job till Mini Cooper Classic som heter Spoon!
- Final Exam: Aston Martin DB7 Vantage

När man kör i San Francisco låser man upp:
- Midterm 1: Paint Job till VW New Beetle RSi som heter Team Angel
- Midterm 2: Paint Job till Double-Decker Bus som heter Groovy
- Midterm 3: Paint Job till Ford Mustang Fastback som heter Classic Chrome
- Final Exam: Light Tactical Vehicle

## Multiplayer
Man kan även spela Midtown Madness 2 online, mot andra spelare över internet, och då finns det ytterligare ett spelläge som kallas CNR (Cops and Robbers) vilket innebär att spelaren samlar poäng genom att ta guld och leverera det till en flagga, samtidigt som alla andra försöker ta guldet från spelaren.
19 juni 2006 stängde Microsoft ner MSN Gaming Zone, där man kunde spela Midtown Madness 2 multiplayer. Gamespy var en annan sida som användes för att spela Midtown Madness 2 multiplayer, men den är nu också nedlagd. Men det finns andra sidor som nu fungerar på liknande sätt.

## Fordon
- Mini Cooper Classic
- VW New Beetle
- London Cab
- Cadillac Eldorado
- Ford F-350
- Ford Mustang GT
- Ford Mustang Cruiser
- Ford Mustang Fastback
- Panoz Roadster
- City Bus
- Double-Decker Bus
- Freightliner Century
- New Mini Cooper
- VW New Beetle Dune
- VW New Beetle RSi
- Light Tactical Vehicle
- Audi TT
- Aston Martin DB7 Vantage
- Panoz GTR-1
- American LaFrance Fire Truck